# Бабушкин, Вадим Анатольевич
Вадим Анатольевич Бабушкин (род. 2 мая 1966) — Депутат Тамбовской областной Думы VII созыва. Региональный координатор Партпроекта "Российское село" в Тамбовской области.

## Биография
По окончании в 1988 году Плодоовощного института им. И. В. Мичурина (ныне Мичуринский государственный аграрный университет) Вадим Анатольевич принят на должность ассистента на кафедру технологии промышленного животноводства. В сентябре того же года структурное подразделение было переименовано в кафедру частной зоотехнии.
В 1997 году защитил диссертацию на соискание ученой степени кандидата сельскохозяйственных наук. Тема диссертации «Сравнительная характеристика экстерьерных, интерьерных и продуктивных особенностей исходных пород формирующегося молочного типа палево-пестрого скота Центрально-чернозёмной зоны России»).
В 2001—2004 годах занимал должность старшего преподавателя кафедры частной зоотехнии. В 2002 году ему было присвоено ученое звание доцента.
В марте 2004 года был назначен исполняющим обязанности директора Технологического института Мичуринского ГАУ, а уже в июне 2004 года был избран директором Технологического института.
В 2009 году был назначен проректором по учебно-воспитательной работе Мичуринского ГАУ.
В 2010 году защитил диссертацию на соискание ученой степени доктора сельскохозяйственных наук. Тема диссертации «Повышение продуктивных качеств свиней на основе оптимизации вариантов скрещивания и уровня кормления».
В 2010 году ему было присвоено ученое звание профессора по кафедре технологии переработки продукции животноводства и продуктов питания.
В апреле 2014 года занимал должность исполняющего обязанности ректора Мичуринского ГАУ.
В декабре 2014 года был избран ректором Мичуринского государственного аграрного университета.
В начале мая 2017 года глава администрации Тамбовской области Александр Никитин вручил ректору Мичуринского ГАУ Вадиму Бабушкину нагрудный знак «За трудовые достижения», который является поощрением за выдающиеся заслуги в сферах науки, образования, экономики, культуры, искусства, охраны здоровья, жизни, прав граждан, благотворительной деятельности, охраны законности и правопорядка и в иных направлениях деятельности.
Губернатор отметил большой вклад ректора Мичуринского агроуниверситета в подготовку квалифицированных специалистов для агропромышленного комплекса области и многолетний добросовестный труд. «Ваши коллеги и ученики знают и ценят Вас как настоящего профессионала, талантливого ученого, грамотного организатора и руководителя. За Вашими успехами стоит упорный каждодневный труд, целеустремленность, умение видеть в людях их лучшие качества и потенциальные возможности, что всегда было и остается прочным фундаментом авторитета», - подчеркнул глава администрации в своем поздравлении.
В 2017 году Вадим Анатольевич стал Почетным профессором Казахского национального аграрного университета, а в 2018 году ему присвоили степень и вручили диплом «Почетный доктор Азербайджанского государственного аграрного университета».
Женат, имеет дочь, сына и внучку. Находится под следствием (159_4), мера пресечения - домашний арест.

## Деятельность
- В сентябре 2015 года избран депутатом Мичуринского городского Совета депутатов Тамбовской области V созыва.
- Вадим Анатольевич возглавляет научную школу «Совершенствование породного состава, репродуктивных функций и технологий выращивания сельскохозяйственных животных».
- Вадим Анатольевич является членом секции «Агро, био- и продовольственные технологии» (АГРОБИО) Межведомственного совета по присуждению премий Правительства Российской Федерации в области науки и техники.
- Вадим Анатольевич — один из соруководителей работ в рамках технологической платформы «Технологии пищевой и перерабатывающей промышленности АПК — продукты здорового питания».
- Профессор Вадим Бабушкин активно участвует в выполнении работ по государственному контракту с Министерством образования и науки Российской Федерации в рамках Межгосударственной целевой программы Евразийского экономического сообщества «Инновационные биотехнологии» на 2011—2015 годы» и по государственному заданию с Министерством сельского хозяйства России по проекту «Разработка новых технологий в области овощеводства защищенного грунта».
- В 2017 году стал Почетным профессором Казахского национального аграрного университета.
- 20 марта 2017 года избран региональным координатором федерального проекта "Парки малых городов" партии "Единая Россия" в Тамбовской области.
- В конце апреля 2017 года избран членом Совета ректоров ведущих аграрных вузов стран СНГ.
- В начале 2018 года избран региональным координатором федерального проекта "Российское село" в Тамбовской области.
- В конце 2018 года присуждена степень Почетного доктора Азербайджанского государственного аграрного университета.
- «Единая Россия» приостановила членство в партии депутата Тамбовской областной Думы Вадима Бабушкина, находящегося под следствием, сообщили в пресс-службе партии. Бывшему ректору МичГАУ вменяют ч.4 ст.159 УК — мошенничество, совершенное организованной группой либо в особо крупном размере. Предположительно речь идет о махинациях с 25 млн рублей, выделенных университету в 2019 году в виде гранта на создание «высокоточной сеялки». В настоящий момент Бабушкин находится под домашним арестом, где пробудет как минимум до 12 февраля 2023 года.
- По версии следствия, он похитил более 10 миллионов рублей, выделенных из федерального бюджета для выполнения научно-исследовательских, опытно-конструкторских и технологических работ.  Вадим Анатольевич обвиняется в мошенничестве, совершённом группой лиц по предварительному сговору, с использованием служебного положения в особо крупном размере.  Получив деньги, он предоставил заказчику сведения о том, что средства субсидии якобы используются по назначению. В том числе среди подложных документов были фиктивные договоры на поставку товаров, по которым на самом деле ничего не поставляли.

## Преподаваемые дисциплины
- «Товароведение и экспертиза товаров»
- «Свиноводство»
- «Технологии производства свинины»
- «Технологии производства продуктов свиноводства»

## Награды
- Почётная Грамота Министерства сельского хозяйства (2006 год)
- Ведомственная награда и почётное звание «Почётный работник высшего профессионального образования Российской Федерации» (2011)
- Нагрудный знак «За трудовые достижения» администрации Тамбовской области (2017)
- Серебряная медаль «За вклад в развитие агропромышленного комплекса России» Министерства сельского хозяйства Российской Федерации (2017)
- Медаль "За добросовестный труд" на основании приказа Национального комитета общественных наград (2018)
- Почетный знак "За достижения в области качества" за организацию высокого уровня образовательной деятельности в Мичуринском ГАУ и победу нескольких профессиональных образовательных программ во Всероссийском конкурсе программы «100 лучших товаров России» в номинации «Услуги для населения» (2019)
- Золотая медаль «За вклад в развитие агропромышленного комплекса России» Министерства сельского хозяйства Российской Федерации (2021)
- Лауреат премии Тамбовской области имени В.И. Вернадского за вклад в дело популяризации научного наследия ученого (2017)
- Нагрудный знак «За трудовые достижения».
- Медаль «За добросовестный труд» Национального комитета общественных наград.
- Присвоены звания «Почётный работник высшего профессионального образования Российской Федерации» и «Почётный работник агропромышленного комплекса России».

## Основные достижения В.А. Бабушкина на посту ректора Мичуринского ГАУ
- Сегодня университет – это признанный лидер в области аграрного образования и научных исследований, что подтверждено 14 местом в рейтинге эффективности 54 вузов Министерства сельского хозяйства Российской Федерации (по результатам 2021 года). Стремительное восхождение на 15 пунктов рейтинга было сделано во время ректорства В.А. Бабушкина.
- В течение 7 лет руководства организацией Вадимом Бабушкиным аграрный университет претерпел множество позитивных изменений: количество направлений подготовки и специальностей ежегодно увеличивалось, а недавно учебное заведение было аккредитовано по всем уровням, направлениям подготовки, включая непрофильные (экономические, педагогические и блок среднего профессионального образования), преумножив аграрные специальности.
- Вся жизнь В. Бабушкина связана с агровузом. После получения высшего профессионального образования в Плодоовощном институте им. И.В. Мичурина (ныне Мичуринский ГАУ), он более 30 лет деятельности посвятил alma mater: с 2004 года руководил Технологическим институтом, с 2009 года был проректором по учебно-воспитательной работе, а с 2014 года – ректором, 14-м руководителем университета.
- При В. Бабушкине завершена процедура интеграции учебных заведений города Мичуринска, введен в эксплуатацию учебно-исследовательский тепличный комплекс, созданы уникальные лаборатории и филиалы кафедр на производстве, открыты центр развития современных компетенций детей и корпус кафедры «Зоотехния и ветеринария», возвращен в структуру вуза учхоз-племзавод «Комсомолец». Вадим Бабушкин – инициатор создания на базе университета десятка корпоративных аудиторий предприятий-партнеров, именных классов известных ученых вуза, открытия диссертационного совета по зоотехнии.
- Особое внимание ректор уделял взаимодействию с областным центром, участвуя в разработке и реализации Стратегии социально-экономического развития региона, открытию и работе  филиала в городе Тамбове, участию Мичуринского ГАУ в конкурсных программах всероссийского и международного уровней. Благодаря управленческому опыту Вадима Бабушкина университет неоднократно становился победителем крупных грантовых программ, активно развивал молодежную политику и уникальный потенциал в области туризма. Он реализовал проект по благоустройству коллекционного сада в городе Мичуринске, инициировал благотворительную и волонтерскую деятельность, работу студенческих отрядов.

Особого внимания заслуживает его талант руководителя-хозяйственника. В рамках региональной политики импортозамещения он наладил процесс возделывания сельскохозяйственных культур (включая яблоневые сады) на более 1500 га университетской земли (без учета учхоза-племзавода «Комсомолец») в научно-образовательных центрах им. В.И. Будаговского, В.К. Родионова, С.И. Полевщикова. 
- Параллельно с руководящей деятельностью Вадим Бабушкин находил время на общественную и политическую работу. На протяжении последних 5 лет являлся организатором проведения акции «Бессмертный полк» за пределами Российской Федерации. Лично принимал участие в шествиях в Германии и Болгарии. Он был региональным координатором Федерального партийного проекта «Парки малых городов» в Тамбовской области (2017 год), в настоящее время – региональный координатор Федерального партийного проекта «Российское село» в Тамбовской области, был депутатом Мичуринского городского совета депутатов Тамбовской области V созыва (2016-2020); он – депутат Тамбовской областной Думы VII созыва, заместитель Председателя Правления Евразийской технологической платформы «Технологии пищевой и перерабатывающей промышленности АПК – продукты здорового питания», член Совета ректоров ведущих аграрных вузов стран СНГ и Российского Союза ректоров, член Ассоциации аграрных вузов ЦФО и Ассоциации вузов Черноземья, региональный руководитель Российского профессорского Собрания.
- По данным диссернет оппонировал на защите докторской с обширными заимствованиями[1]

## Публикации
За период работы в университете Вадим Анатольевич опубликовал более 110 научных работ, среди которых монография, три рекомендации производству, 27 учебно-методических работ, 3 учебных пособия с грифом учебно-методического объединения (УМО).
Соавторство:
2008 год — монография «Эффективность разведения свиней разных генотипов при определенных хозяйственных условиях» — Бабушкин В. А., Негреева А. Н., Чивилева А. Г.
2008 год — учебное пособие «Производство и переработка говядины» — В. А. Бабушкин, А. Н. Негреева, И. А. Скоркина, Е. Н. Третьякова
2014 год — сборник «Тамбовская кухня: от истоков к инновациям» — Бабушкин В. А., Андреев В. Е., Перфилова О. В., Симбирских Е. С.
2014 год — методические рекомендации «Организация проектно-исследовательской деятельности школьников по производству экологически безопасных ягод смородины черной» — Бабушкин В. А., Стазаева Н. В., Круглов Н. М., Симбирских Е. С.
2018 год — учебное пособие «Технические средства в молочном скотоводстве» — Бабушкин В. А., Завражнов А. И., Ведищев С. М., Бралиев М. К., Китун А. В., Передня В. И., Романюк Н. Н., Федоренко В. Ф. 
По данным диссернет автор загадочных и публикаций с заимствованиями

## Патенты
Соавторство:
- 2013 год — Способ получения молочного напитка функционального назначения с натуральными добавками (№ 2473224)
- 2013 год — Получение тонизирующего кисломолочного напитка «Бодрость С» (№ 2484632)
- 2013 год — Получение биокефира функционального назначения с натуральными добавками «Боярушка» (№ 2483558)